# 2023年金砖国家峰会
2023年金砖国家峰会（英語：2023 BRICS summit），又称金砖国家领导人第十五次会晤（15th BRICS summit），是第十五届金砖国家年度峰会，由巴西、印度、中华人民共和国和南非四个成员的国家元首或政府首脑和俄罗斯的外交部长出席。此次会议是继2013年和2018年后，南非第三次主办金砖国家峰会。峰会将在约翰内斯堡举行，是约翰内斯堡第二次举行峰会。本次会议因国际刑事法庭对俄罗斯总统弗拉基米尔·普京签发逮捕令而引发争议。本次会议亦将是巴西总统卢拉·达席尔瓦自参加了首两次金砖峰会以后第一次重返金砖峰会。

## 与会领导人

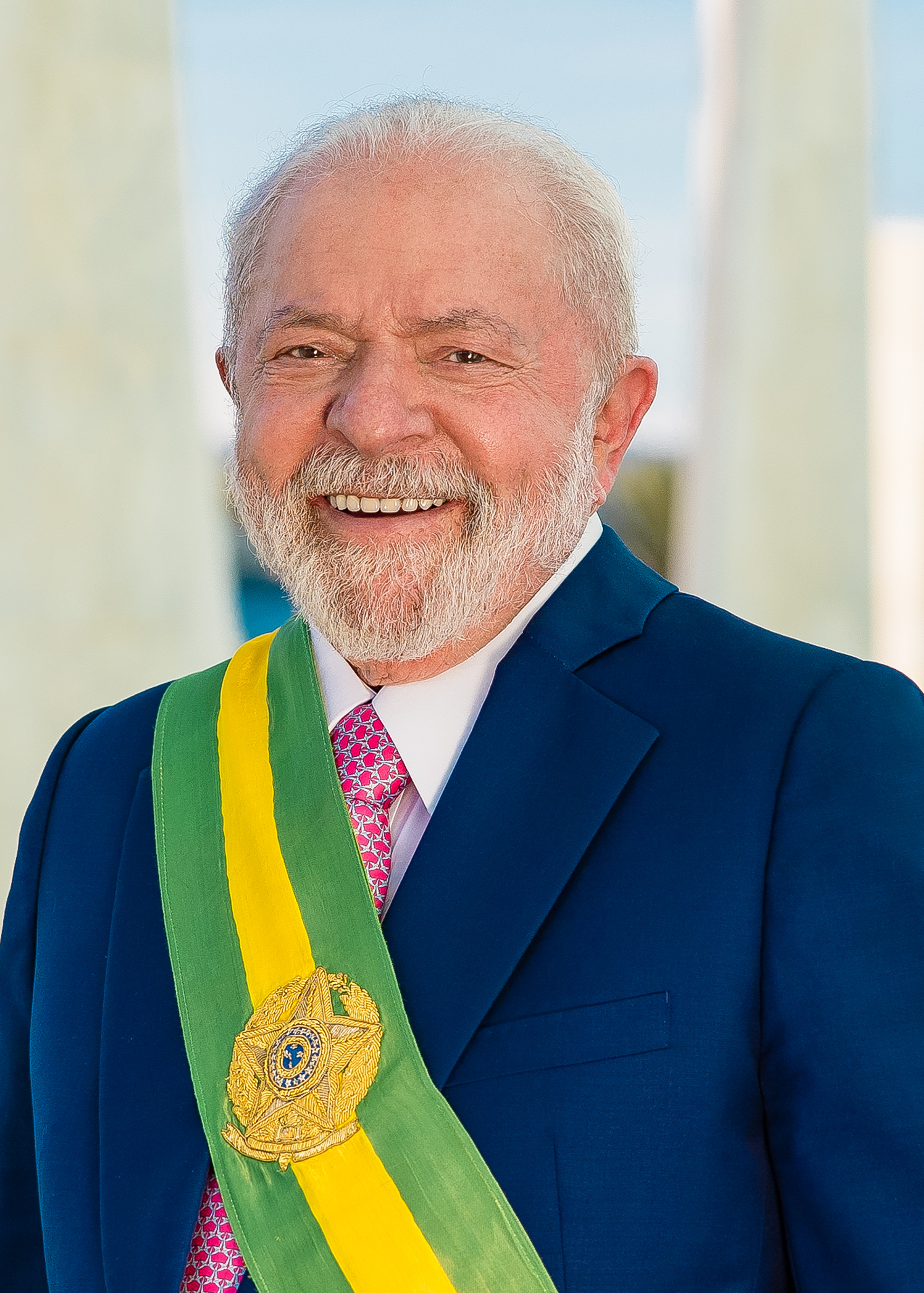
巴西总统 路易斯·伊纳西奥·卢拉·达席尔瓦
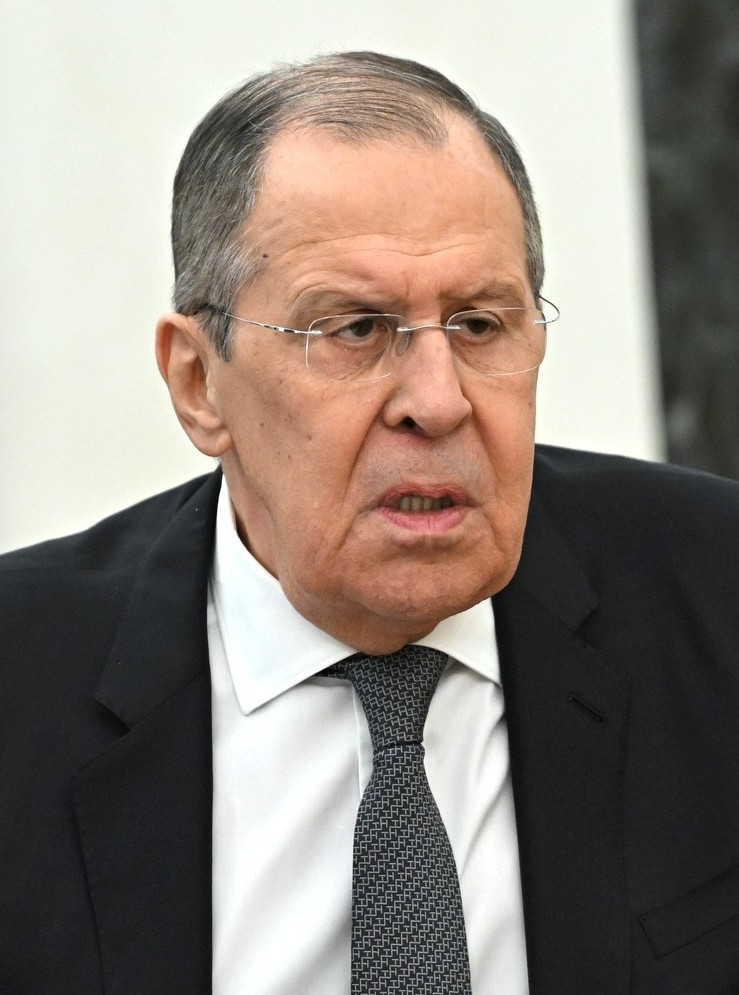
俄羅斯外交部长 谢尔盖·维克托罗维奇·拉夫罗夫
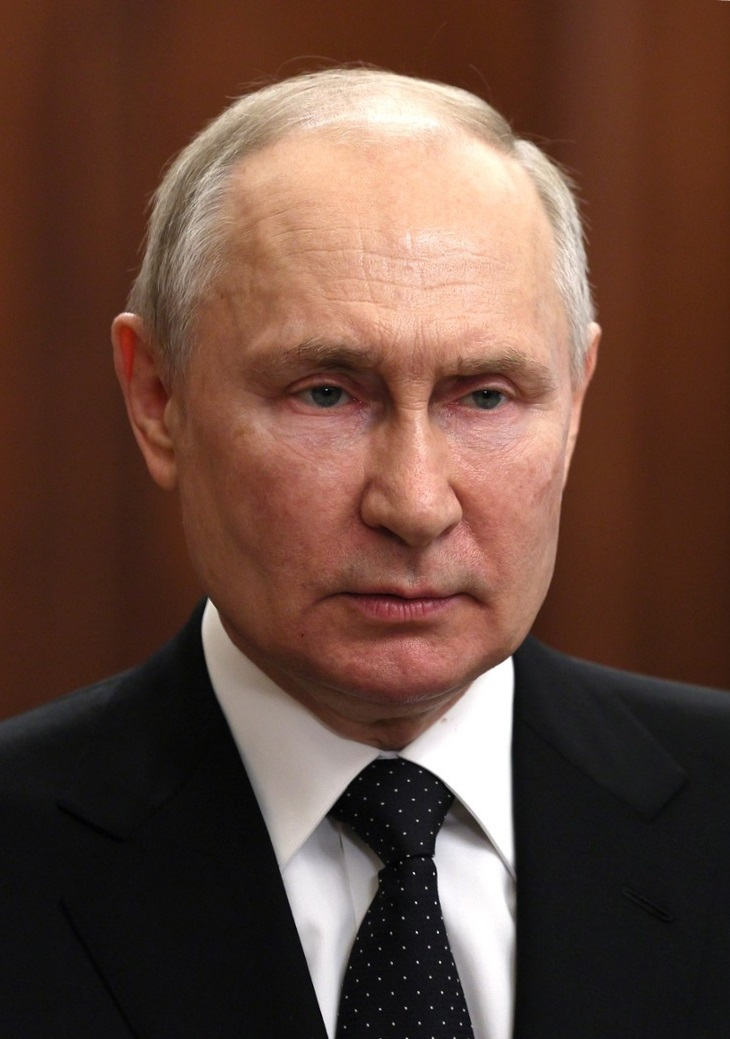
俄羅斯总统 弗拉迪米爾·普京（仅视频）
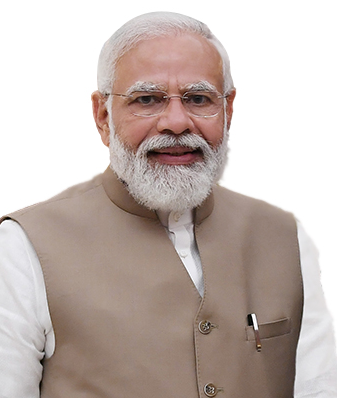
印度总理 纳伦德拉·莫迪
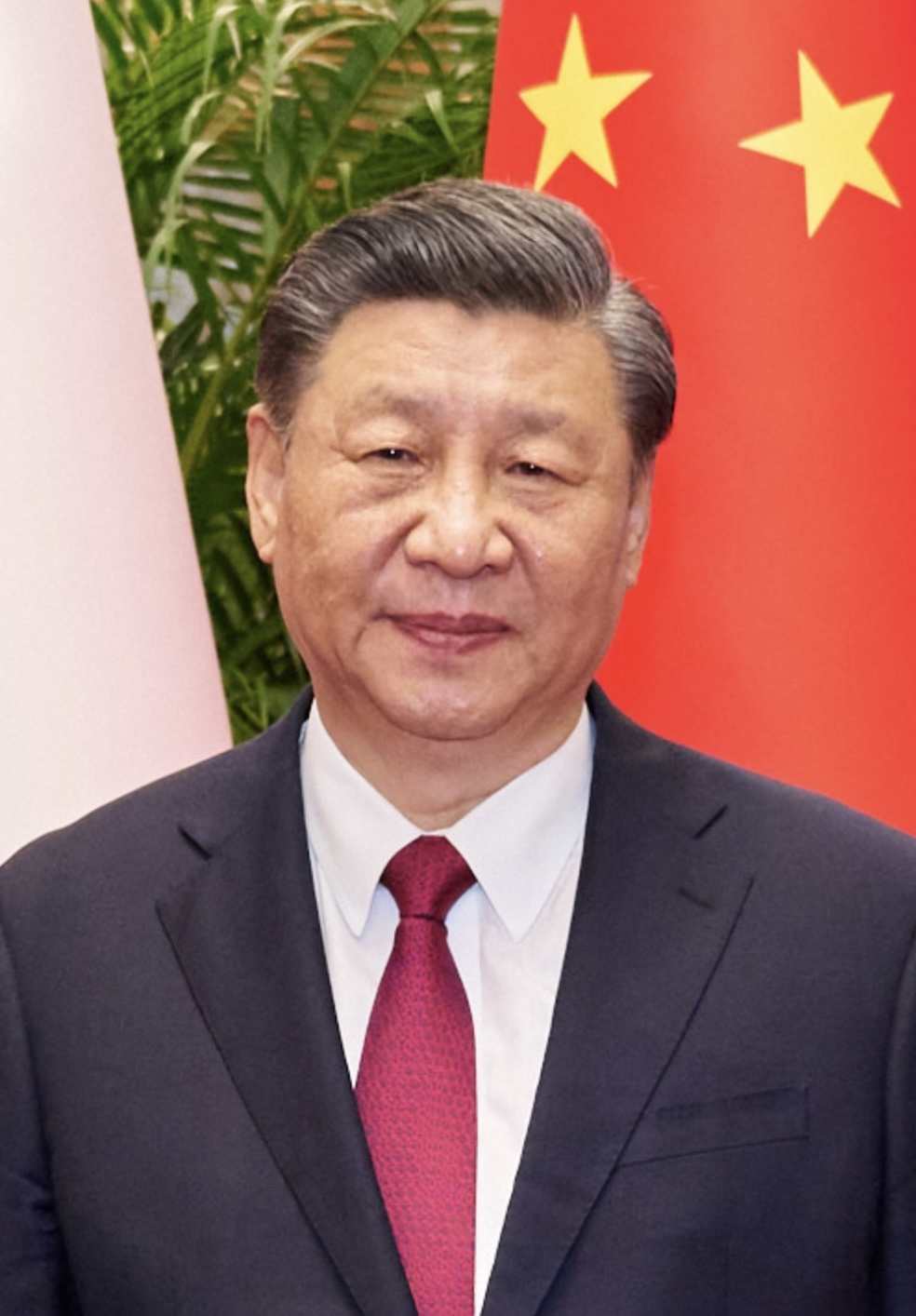
中国国家主席 习近平
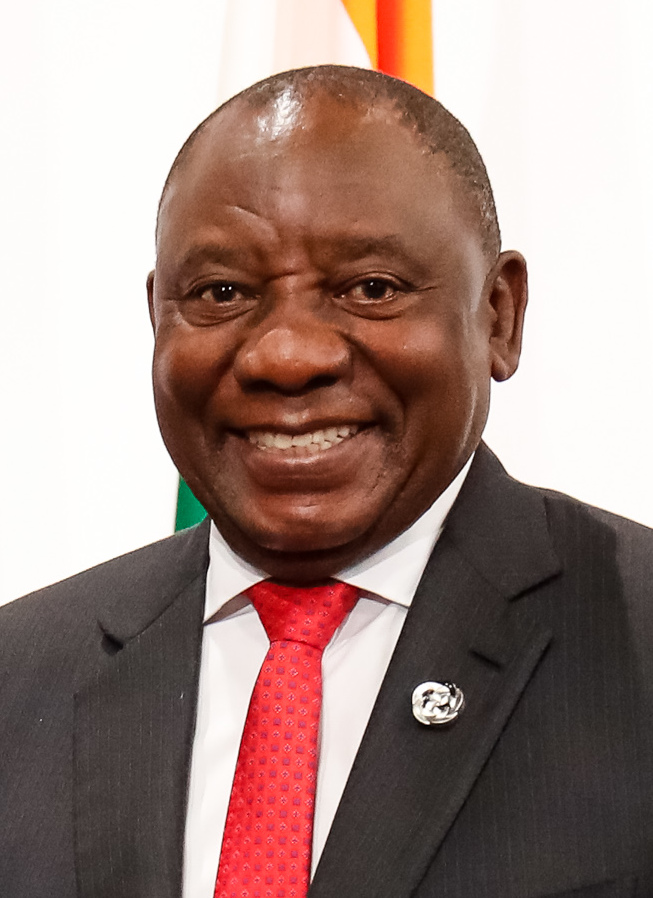
南非总统 西里爾·拉馬福薩（主办方）

## 议题

### 金砖国家集团扩容
一些国家已表示有兴趣加入金砖国家集团。
在峰会闭幕式，南非总统宣布邀请阿根廷、埃及、埃塞俄比亚、伊朗、沙特阿拉伯、阿联酋成为金砖国家的正式成员，2024年1月1日起生效。

### 促进以各国货币计价的贸易及金融合作
促进贸易和减少对美元的依赖是金砖国家峰会重要经济议程。

## 争议

### 普京参会资格
2023年3月，国际刑事法院就2022年俄罗斯全面入侵乌克兰的相关战争罪向俄罗斯总统弗拉基米尔·普京签发逮捕令。南非作为缔约国有对普京的逮捕义务。南非政府未就逮捕问题有明确表态。2015年，被国际刑事法院通缉的苏丹总统巴希尔在南非参与了非洲联盟峰会，南非政府没有履行对巴希尔的逮捕。
6月初，有观点认为本届峰会应该改在中国举办以避免法律问题。7月中旬，南非政府宣布普京将派出外长代替自己现场出席。普京将仅以视频形式远程出席会议。

### 莫迪拒绝下飞机
2023年8月22日，南非当地媒体《Maverick日报》报道称印度总理莫迪拒绝在飞机舱门打开时走下舷梯，而是有意等南非副总统来机场迎接才肯下机。次日该日报官网遭到来自印度的DDOS攻击，并使该日报随即封锁印度IP地址访问以示抗议。

### 習近平缺席工商論壇
中共中央總書記、中國國家主席習近平缺席金磚國家峰會工商論壇，中國商務部長王文濤代其宣講致辭。同日晚間，習參加了領導人晚宴。